# سید مرتضی عسکری
سید مرتضی عسکری مشهور به علامهٔ عسکری (زاده ۱۳ اردیبهشت ۱۲۹۳، سامرا - درگذشته ۲۵ شهریور ۱۳۸۶، تهران)، پژوهشگر تاریخ اسلام و حدیث‌شناس و رئیس دانشگاه اصول دین بود.
وی علاوه بر بررسی کتب شیعه با تکیه بر کتاب و سنت، احادیث و روایات اهل سنت را مورد بررسی قرار داده است.

## زندگی
در سال ۱۲۹۳ شمسی در سامرا متولد شد، والدین وی ایرانی‌الاصل بودند (پدر اهل ساوه و مادر اهل تهران). وی پس از تحصیل در حوزه علمیه شهر سامرا در رشته فقه و حدیث در سال ۱۳۵۰ هجری قمری به قم برای تحصیل در حوزه علمیه و فراگیری دروس سطح اصول و فقه نزدسید شهاب‌الدین مرعشی نجفی، شیخ محمدحسین شریعتمداری ساوجی، سید روح‌الله خمینی، خلیل کمره‌ای و سایر دین‌آموختگان رفت.
تأسیس مدارس دینی جدید با روش تربیتی نوین و استفاده از صاحبان فضل جهت تدریس در آن و تحصیل فقه استدلالی نزد حبیب‌الله مدرس عسکری اشتهاردی در سامرا و شروع به نگارش آثاری در باب احادیث و تأسیس مراکز علمی و مدارس در عراق و سپس تأسیس دانشکده اصول دین در سال ۱۳۸۴ هجری قمری و عزیمت به لبنان در پی افزایش فشارهای دولت عراق و ورود به ایران در سال ۱۳۸۹ هجری قمری و تأسیس مجمع علمی اسلامی در ایران در سال ۱۳۹۸ هجری قمری برخی از فعالیت‌های اوست.

## آثار
تألیفات سید مرتضی عسکری به شرح زیر است:
- «معالم المدرستین»، که به بررسی تطبیقی میان دیدگاه‌های «مکتب خلفاء» و «مکتب اهل‌بیت» می‌پردازد؛[۸]
- «القرآن الکریم و روایات المدرستین»؛
- «احادیث ام المؤمنین عائشة» (ترجمه شده با عنوان: نقش عائشه در تاریخ اسلام)؛
- «صلاة ابی بکر» (ترجمه شده با عنوان: آخرین نماز پیامبر)؛
- «عقائد الاسلام من القرآن الکریم»؛
- «حدیث الکساء فی مصادر المدرستین»؛[۹]
- «عبدالله بن سبأ و اساطیر أخری» (ترجمه‌شده با عنوان: عبدالله بن سبا و دیگر افسانه‌های تاریخی)؛
- «مائة و خمسون صحابی مختلق» (ترجمه شده با عنوان: یکصد و پنجاه صحابی ساختگی)؛
- «علی مائدة الکتاب و السُّنة»؛
- «نقش ائمه در احیاء دین»؛
- «مع علی الوردی فی کتابه وعّاظ السلاطین»، که در نقدِ کتاب «وُعّاظ السلاطین» و دیدگاه‌های مؤلف آن، علی الوردی تألیف شده است؛[۱۰]
- «جمع القرآن»، که به بررسی پیرامون تاریخ جمع‌آوری قرآن کریم و روایات آن می‌پردازد؛[۱۱]

و بسیاری جزوات دست‌نویس دیگر از جمله آثار علامه سید مرتضی عسکری است.
اغلب آثار مرتضی عسگری در کشورهای مختلف، به ویژه مصر منتشر و مورد استقبال اسلام‌پژوهان قرار گرفته است.

## درگذشت
وی در ۲۵ شهریور ۱۳۸۶ در سن ۹۳ سالگی در بیمارستان میلاد تهران درگذشت. مراسم تشییع جنازه وی در ۲۷ شهریور در تهران و ۲۸ شهریور در قم برگزار شد و در مسجد بالاسر حرم فاطمه معصومه به خاک سپرده شد.

## قرآن کریم و روایات مدرستین
کتاب «قرآن کریم و روایات مدرستین» نقدی است بر کتاب فصل الخطاب میرزا حسین نوری.
وی در مصاحبه‌ای می‌گوید: «حاجی نوری کتابی داشت به نام فصل الخطاب فی تحریف کتاب رب‌الارباب این کتاب چاپ سنگی و کسی آن را نخوانده بود. احسان ظهیر اسم آن را گذاشت الشیعه و القرآن این را من جواب دادم در سه جلد. جلد سومش بیش از ۱۰۰۰ صفحه است.
کتاب فصل الخطاب بسیار بزرگ است با خط نوشته شده، ایشان در مورد سنیها نوشته من همه را جواب دادم. هم مال سنی‌ها را و هم مال شیعه‌ها را. نگفتم سنی‌ها این‌طور می‌گویند. نوشتم این نسبت‌ها به صحابه دروغ نوشته شده و ثابت کردم. پس این‌طور نیست که جواب داده نشده باشد، علما جواب داده‌اند و آیت‌الله مکارم، آیت‌الله سبحانی جواب می‌دهند، بنده هم جواب می‌دهم».